# Ophionellus arayai
Ophionellus arayai är en stekelart som beskrevs av Ian D. Gauld och Bradshaw 1997. Ophionellus arayai ingår i släktet Ophionellus och familjen brokparasitsteklar. Inga underarter finns listade i Catalogue of Life.